# Lanouaille
Lanouaille, okzitanisch La Noalha, ist eine französische Gemeinde mit 938 Einwohnern (Stand 1. Januar 2022) im Département Dordogne in der Region Nouvelle-Aquitaine. Sie gehört zum Arrondissement Nontron und zum Kanton Isle-Loue-Auvézère. Zuständiger Gemeindeverband ist die Communauté de communes Isle-Loue-Auvézère en Périgord. Die Einwohner werden als Lanouaillais bzw. Lanouaillaises bezeichnet.

## Etymologie
Der Name Lanouaille gilt als eine Ableitung von La Nouvelle mittels des lateinischen Wortes novalia. Gemeint ist hiermit ein neu gerodetes Stück Land bzw. eine neu gegründete Ansiedlung. Dem widerspricht jedoch das Okzitanische noalha, das einen Weiher, ein stehendes Gewässer oder einen Sumpf bezeichnet.

## Geographie

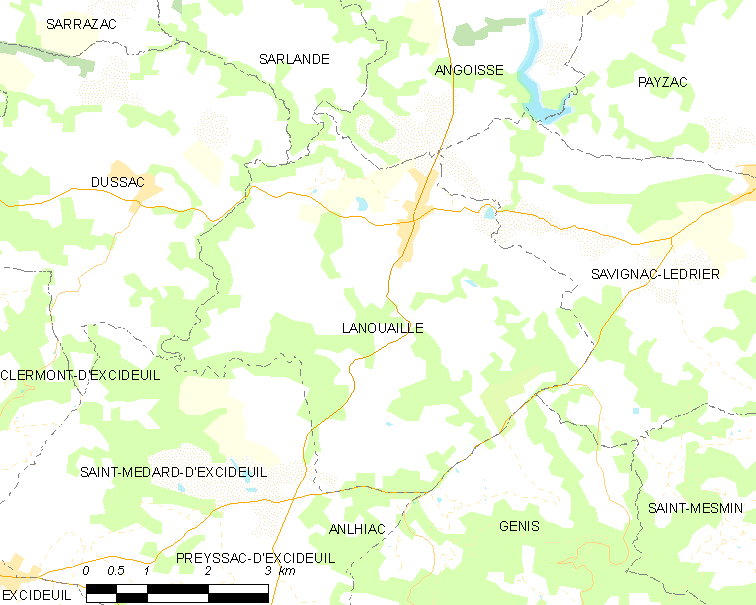
Lagekarte von Lanouaille

Das Gemeindegebiet im Osten des Périgord Vert erstreckt sich über ein Plateau zwischen der oberen Loue, die die westliche Grenze der Gemeinde bildet, und dem Tal der Auvézère, etwa 40 Kilometer nordöstlich von Périgueux und 50 Kilometer südlich von Limoges. Nach Excideuil im Südwesten sind es 9 Kilometer, nach Hautefort im Süden 15 Kilometer.
Lanouaille wird von folgenden Nachbargemeinden umgeben:
| Sarlande                                                         | Angoisse                                    |                  |
| Dussac                                                           | Kompassrose, die auf Nachbargemeinden zeigt | Savignac-Lédrier |
| Preyssac-d’Excideuil (Berührungspunkt), Saint-Médard-d’Excideuil | Anlhiac                                     | Génis            |

Neben dem Ortskern besteht die Gemeinde aus folgenden Geländepunkten, Weilern, Gehöften, Schlössern und Mühlen:
Beaulieu, Bellegarde, Bois de la Tuilière, Bois Noirs, Bordas, Bouquet de Paulhiac, Chanteranne, Gué Durand, Jalussagne, La Basse Merlie, La Beyssouillie, La Bourdaleychie, La Cotte, La Cour, La Crouzille, La Daleyrie, La Durantie, La Forêt, La Gare, La Gautherie, La Lande du Courant, La Merlie, La Planche, La Vergne, Lafon, Laujardie, Laurière, Las Fargeas, Le Bocage, Le Bocage de Plagne, Le Bois Brousset, Le Chapelou, Le Châtenet, Le Courant, Le Fonzaud, Le Gabaret, Le Moulin du Bac, Le Pey, Le Pont, Le Puy, Le Terrier du Caillou, Le Verger de Plagne, Les Borderies de Plagne, Les Cheyroux, Les Côtes, Les Garennes, Les Grizoux, Les Gouleys, Les Landisses, Montmy, Moulin de Beaulieu, Peyre Noire, Plagne, Plaisance und Rezonzac.
Der topographisch tiefste Punkt befindet sich auf 198 Meter in der Südwestecke am Zusammenfluss von der Haute-Loue mit der Loue. Der höchste Punkt liegt auf 342 Meter an der Ostgrenze zu Savignac-Lédrier südöstlich von Chapelou. Die absolute Höhendifferenz beträgt somit 144 Meter. Die durchschnittliche Meerhöhe in Lanouaille ist 270 Meter, das Rathaus kommt auf 297 Meter zu liegen.
Die Gemeinde nimmt eine Gesamtfläche von 23,78 Quadratkilometer ein.

### Verkehrsanbindung
Der Ortskern von Lanouaille wird in Nord-Süd-Richtung von der aus Limoges kommenden D 704 durchquert. Diese stellt eine bedeutende Verbindung von Limoges in den Südosten des Départements Dordogne nach Montignac und weiter nach Sarlat dar. Ferner erreicht von Thiviers im Westen die D 707 den Ortskern. Diese führt dann als D 75 weiter in östlicher Richtung nach Savignac-Lédrier und Payzac. Den Ortskern durchzieht außerdem die aus Sarlande im Nordosten kommende D 81 in Richtung Génis im Südosten. An der Südostgrenze verläuft die D 4 von Savignac-Lédrier nach Anlhiac. Kommunalstraßen stellen die Verbindung zu den einzelnen Ortsteilen her.

### Bodenbedeckung

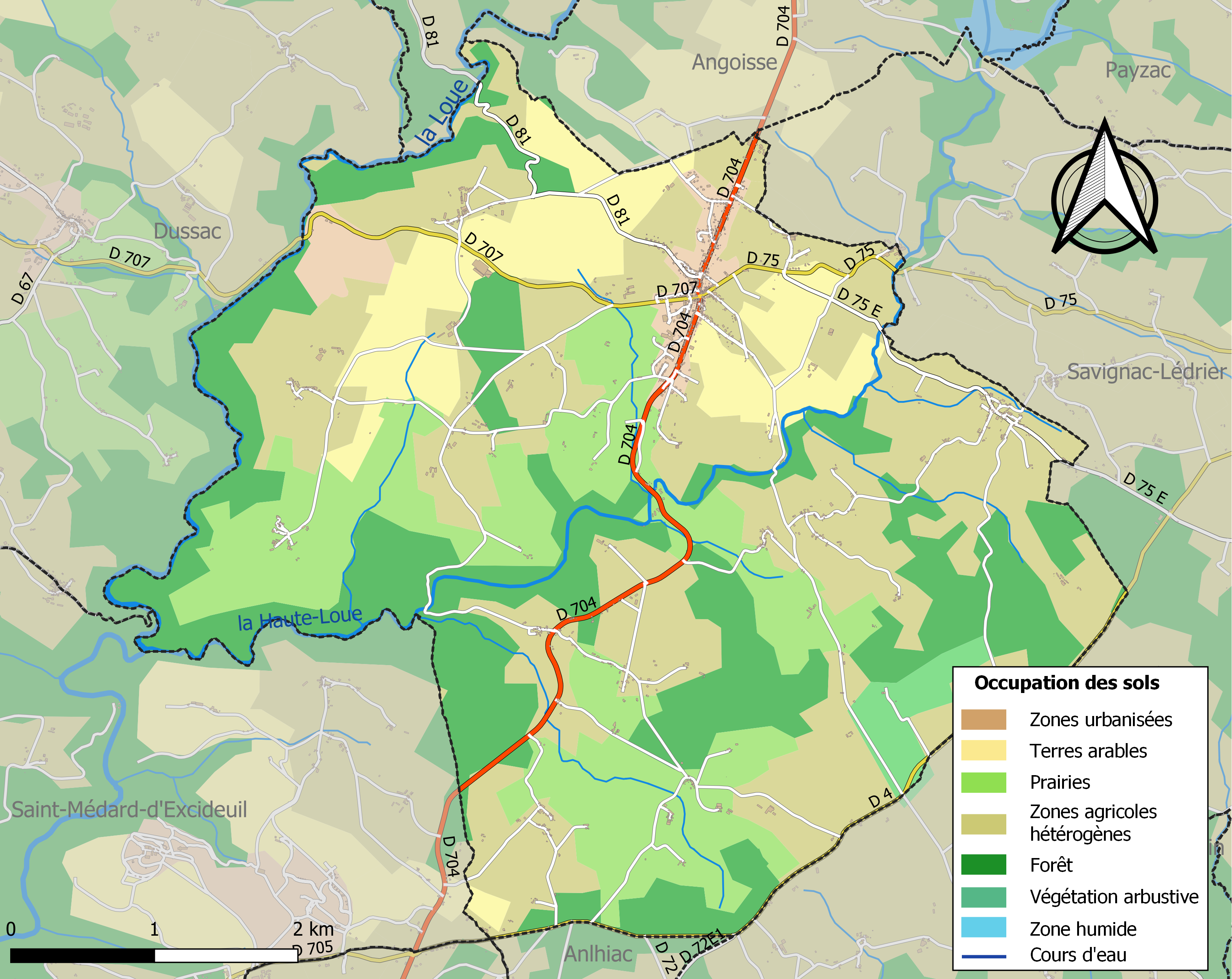
Bodenbedeckung in der Gemeinde Lanouaille

Die Bodenbedeckung der Gemeinde Lanouaille schlüsselt sich im Jahr 2018 gemäß der europäischen Datenbank CORINE Land Cover (CLC) wie folgt auf:
- heterogene landwirtschaftliche Nutzung – 38,1 %
- Wälder – 26,6 %
- Wiesen – 20,1 %
- Ackerland – 10,2 %
- baulich beansprucht – 1,9 %
- Buschwerk – 1,7 %
- Steinbrüche, Müllkippen und Baustellen – 1,2 %
- Kulturland – 0,2 %.

Die landwirtschaftliche Nutzung steht eindeutig im Vordergrund. Der Anteil der landwirtschaftlichen Nutzflächen ist von 68,0 % im Jahr 1990 auf 68,6 % im Jahr 2018 leicht angestiegen.

## Klima
Lanouaille besitzt ein abgeschwächtes ozeanisches Klima  mit gemäßigtem Sommer (Cfb nach Köppen und Geiger), das sich durch folgende Parameter auszeichnet:
| Klimaparameter im Zeitraum 1971–2000 - Jahresmittel: 11,7 °C - Anzahl der Tage unter −5 °C: 3,5 - Anzahl der Tage oberhalb 30 °C: 5,5 - Maximum im Tages-Temperaturunterschied: 15,0 °C - Jahresniederschlag: 1036 mm - Niederschlagstage im Januar: 13,1 - Niederschlagstage im Juli: 7,5 |

Durch den Klimawandel zeichnen sich Erhöhungen im Jahresmittel ab, die sich bereits auch bemerkbar machen. So ist beispielsweise an der 40 Kilometer entfernten Wetterstation in Brive das langjährige Jahresmittel von 12,7 °C für 1971–2000 über 12,7 °C für 1981–2010 auf 13,0 °C für 1991–2020 angestiegen – ein Zuwachs um 0,3 °C innerhalb von 20 Jahren.

## Hydrographie

Hydrographische Karte von Lanouaille

Die Nordwestgrenze der Gemeinde Lanouaille zu Sarlande und Dussac wird auf 7 Kilometer von der Loue gebildet, welche dann in südsüdwestlicher Richtung nach Saint-Médard-d’Excideuil weiterfließt. Ihr linker Nebenfluss, die Haute-Loue, durchquert auf 8 Kilometer in etwa mittig die Gemeinde in westsüdwestlicher Richtung. Auf ihren letzten 2,5 Kilometern stellt sie die Gemeindegrenze zu Saint-Médard-d’Excideuil. Die Haute-Loue besitzt 2 rechte und 4 linke Seitenarme. Die rechten Seitenarme entwässern in südlicher Richtung, die linken nach Nordwest.
Die Loue und ihre Nebenflüsse gehören zum Flusssystem Isle-Dronne.
Die Gesamtlänge des Entwässerungsnetzes in der Gemeinde Lanouaille beträgt 34 Kilometer.

## Geologie

Geologische Karte von Lanouaille

Die Gemeinde Lanouaille liegt vollständig auf dem metamorphen Grundgebirge des nordwestlichen Massif Central. Die Gesteine des Anstehenden gehören zur Thiviers-Payzac-Einheit.

### Thiviers-Payzac-Einheit
Im äußersten Nordzipfel erscheint der Payzac-Quarzit (tfρ3Χ), eine höher metamorphe Fazies des rhyodazitischen Thiviers-Sandsteins. Der Payzac-Quarzit wird dann 500 Meter weiter südlich von der linksverschiebenden, Nordost-streichenden Dussac-Störung jäh abgeschnitten. Es folgen sodann am Nordostrand der Gemeinde die Serizitschiefer des Donzenac-Schiefers (S1-2), die aus Peliten und Areniten hervorgegangen sein dürften und auch Grauwackenlagen enthalten. Eingeschaltet in den Donzenac-Schiefer findet sich ein langgezogener Graphitzug (gra) bei Peyre Noire. Praktisch der gesamte Rest des Gemeindegebietes wird dann vom eigentlichen Thiviers-Sandstein (tfρ3) eingenommen, nur am Südzipfel erscheint noch einmal kurz der Donzenac-Schiefer. Der Thiviers-Sandstein ist überaus reich an Diabasgängen (δΣβ), die Ostsüdost bis Südost streichen. Die Gänge sind meist um 500 Meter lang, können aber stellenweise über einen Kilometer Länge erreichen. Sie konzentrieren sich vor allem entlang den Flussläufen der Loue und der Haute-Loue.

### Lockersedimente
Die Gesteine der Thiviers-Payzac-Einheit werden im Südosten und Süden von Lockersedimenten – pliozänen bis altpleistozänen Flussschottern der Formation Fs – überdeckt. In den Talungen der Loue, der Haute-Loue sowie im ersten und letzten linken Nebenarm der Haute-Loue haben sich rezente alluviale Sedimente (Formation K) abgesetzt.

## Naturrisiken

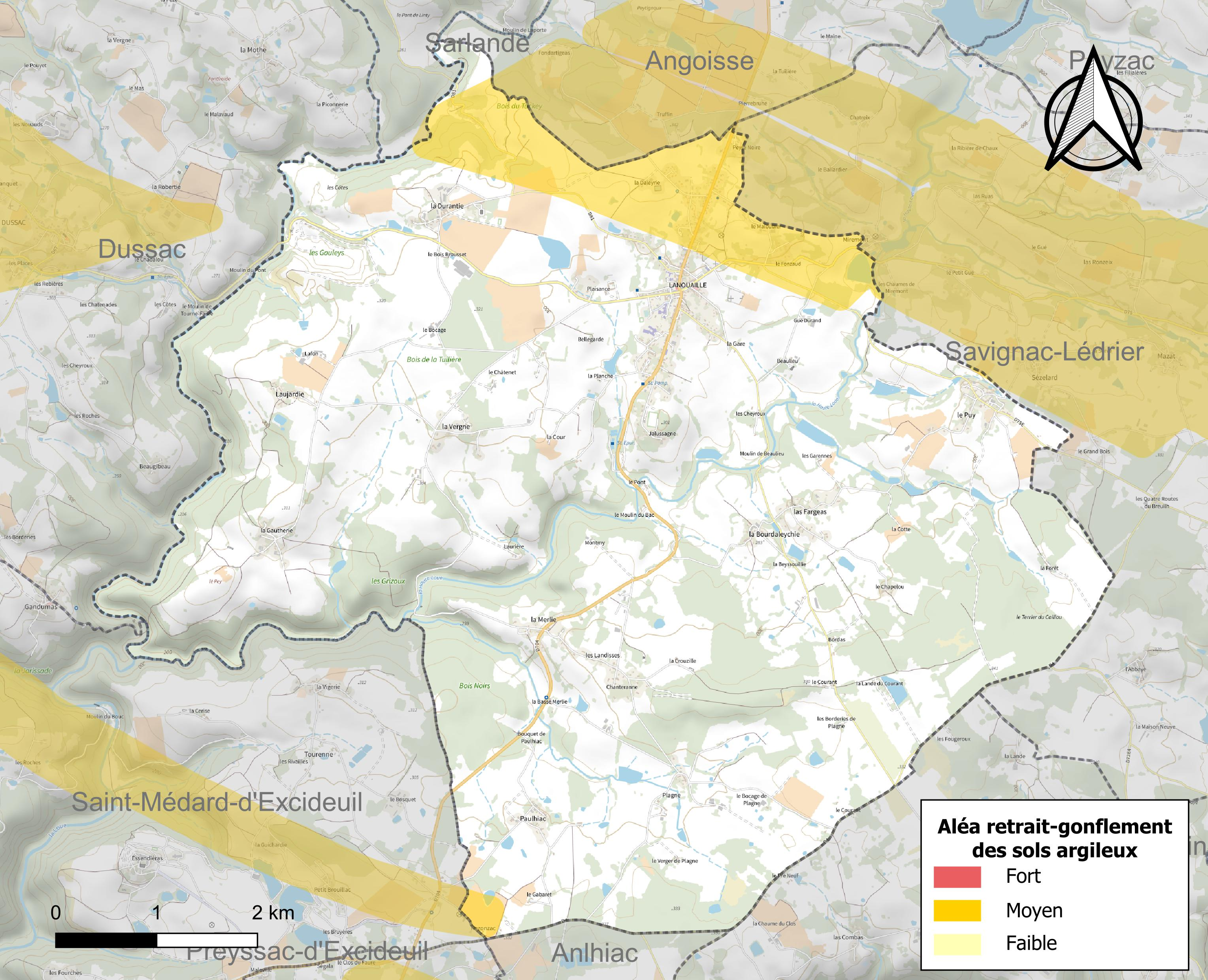
Risikokarte des Quellungs/Schrumpfungsverhältnisses von Tonmineralen in Böden für Lanouaille

Naturrisiken manifestieren sich in der Gemeinde Lanouaille als
- Überschwemmungen und den mit ihnen assoziierten Schlammströmen und Hangrutschungen in den Talungen der Loue und der Haute-Loue
- Dürren
- Stürme
- Bodensetzungen
- Radonemanationen.

In den Jahren 1982, 1993, 1999, 2007 und 2008 kam es aufgrund erhöhter Niederschläge zu größeren Bodenbewegungen und Rutschungen.
Ein Dürrejahr war 2011. In dieser Periode herrschte erhöhte Waldbrandgefahr.
Ein herausragendes Wintersturmereignis war das Sturmtief Martin im Dezember 1999, das enorme Schäden an den Wäldern und auch an der Infrastruktur hinterließ. Die Zerstörungen in den Wäldern sind selbst im Jahr 2022 noch zu erkennen.
Wie die Risikokarte zeigt, ist Lanouaille von der Gefahr durch Bodensetzungen betroffen – gering im Bereich des Donzenac-Schiefers.
Die Erdbebengefahr ist als relativ niedrig einzustufen, am Westrand des Massif Central sind recht seltene Beben der Stärke 3 auf der Richterskala bekannt.
Die relativ schwache Radongefahr (Zone 3 mit signifikativem Radonpotential) besteht im Inneren von Gebäuden und geschlossenen Räumen.

## Geschichte
In Lanouaille sind keine historischen Bauwerke älter als 19. Jahrhundert erhalten. So ist beispielsweise die Ortskirche Saint-Pierre-ès-Liens neugotisch.
Im 15. Jahrhundert wird die Gemeinde latinisiert als Nobilia erwähnt, im 16. Jahrhundert dann als La Noaille, im Jahr 1652 als La Nouailhe und im Jahr 1742 als La Noilie.
Im Jahre 1801 wurde Lanouaille Hauptort des Kantons, während es vorher der Nachbarort Dussac war.
Im Jahre 1944 erlitt der Ort Repressalien durch die 2. SS-Panzer-Division „Das Reich“ auf deren Weg in die Normandie.

## Bevölkerungsentwicklung
| Jahr | Einwohner |  |
| 1962 | 1085      |  |
| 1968 | 1025      |  |
| 1975 | 1026      |  |
| 1982 | 1006      |  |
| 1990 | 976       |  |
| 1999 | 966       |  |
| 2005 | 988       |  |
| 2006 | 984       |  |
| 2010 | 990       |  |
| 2015 | 1015      |  |
| 2019 | 981       |  |

Quelle: INSEE
Die Bevölkerungszahlen von Lanouaille waren von 1962 bis 1999 rückläufig, zeigten aber dann bis 2015 einen leichten Anstieg, um neuerdings erneut zurückzugehen.
Die Bevölkerungsdichte betrug im Jahr 2019 41,3 Einwohner pro Quadratkilometer.

## Verwaltung
Bürgermeister in Lanouaille ist seit Juli 2017 der Produktionsleiter Jean-Christophe Boulanger, der im Mai 2020 wiedergewählt wurde.

## Präsidentschaftswahlen 2022
| Kandidaten                       | Kandidaten            | Parteien                      | Parteien            | 1. Wahlgang | 1. Wahlgang | 2. Wahlgang | 2. Wahlgang |
| Kandidaten                       | Kandidaten            | Parteien                      | Parteien            | Stimmen     | %           | Stimmen     | %           |
| -------------------------------- | --------------------- | ----------------------------- | ------------------- | ----------- | ----------- | ----------- | ----------- |
|                                  | Emmanuel Macron       | En marche !                   | EM                  | 165         | 28,30 %     | 279         | 54,49 %     |
|                                  | Marine Le Pen         | Front national                | FN                  | 147         | 25,21 %     | 233         | 45,51 %     |
|                                  | Jean-Luc Mélenchon    | Front de gauche               | FDG                 | 111         | 19,04 %     |             |             |
|                                  | Éric Zemmour          | Reconquête                    |                     | 30          | 5,15 %      |             |             |
|                                  | Valérie Pécresse      | Les Républicains              | LR                  | 35          | 6,00 %      |             |             |
|                                  | Jean Lassalle         | Résistons !                   | R                   | 42          | 7,20 %      |             |             |
|                                  | Anne Hidalgo          | Parti socialiste              | PS                  | 10          | 1,72 %      |             |             |
|                                  | Fabien Roussel        | Parti communiste français     | PC                  | 18          | 3,09 %      |             |             |
|                                  | Nicolas Dupont-Aignan | Debout la République          | DLR                 | 15          | 2,57 %      |             |             |
|                                  | Yannick Jadot         | Europe Écologie-Les Verts     | EELV                | 4           | 0,69 %      |             |             |
|                                  | Nathalie Arthaud      | Lutte Ouvrière                | LO                  | 1           | 0,17 %      |             |             |
|                                  | Philippe Poutou       | Nouveau Parti anticapitaliste | NPA                 | 5           | 0,86 %      |             |             |
|                                  |                       |                               |                     |             |             |             |             |
| Gesamt                           | Gesamt                | Gesamt                        | Gesamt              | 583         | 100 %       | 512         | 100 %       |
|                                  |                       |                               |                     |             |             |             |             |
| Gültige Stimmen                  | Gültige Stimmen       | Gültige Stimmen               | Gültige Stimmen     | 583         | 97,82 %     | 512         | 89,20 %     |
| Ungültige Stimmen                | Ungültige Stimmen     | Ungültige Stimmen             | Ungültige Stimmen   | 13          | 2,18 %      | 62          | 10,80 %     |
| Wahlbeteiligung                  | Wahlbeteiligung       | Wahlbeteiligung               | Wahlbeteiligung     | 596         | 83,71 %     | 574         | 80,73 %     |
| Enthaltungen                     | Enthaltungen          | Enthaltungen                  | Enthaltungen        | 116         | 16,29 %     | 137         | 19,27 %     |
| Registrierte Wähler              | Registrierte Wähler   | Registrierte Wähler           | Registrierte Wähler | 712         |             | 711         |             |
|                                  |                       |                               |                     |             |             |             |             |
| Quelle: Ministère de l'Intérieur |                       |                               |                     |             |             |             |             |

Die Präsidentschaftswahlen 2022 in Lanouaille konnte Emmanuel Macron deutlich für sich entscheiden.

## Wirtschaft

### Beschäftigung
Im Jahr 2015 betrug die erwerbsfähige Bevölkerung zwischen 15 und 64 Jahren 418 Personen bzw. 41,2 % der Gesamtbevölkerung. Im Vergleich zu 2010 hat sich die Zahl der Arbeitslosen von 49 auf 47 verringert, die Arbeitslosenquote liegt somit jetzt bei 11,2 %.

### Unternehmen
Am 31. Dezember 2015 waren 102 Unternehmen in Lanouaille ansässig, davon 43 im Sektor Handel, Transport oder Dienstleistungen, 21 in Landwirtschaft, Forsten und Fischerei, 20 im Sektor Verwaltung, Bildung, Gesundheit oder Soziales, 14 im Baugewerbe und 4 in der Industrie.

## Sehenswürdigkeiten
- Die neugotische Ortskirche Saint-Pierre-ès-Liens
- Schloss Château de Beaulieu
- Schloss Château de la Durantie von 1845

## Photogalerie

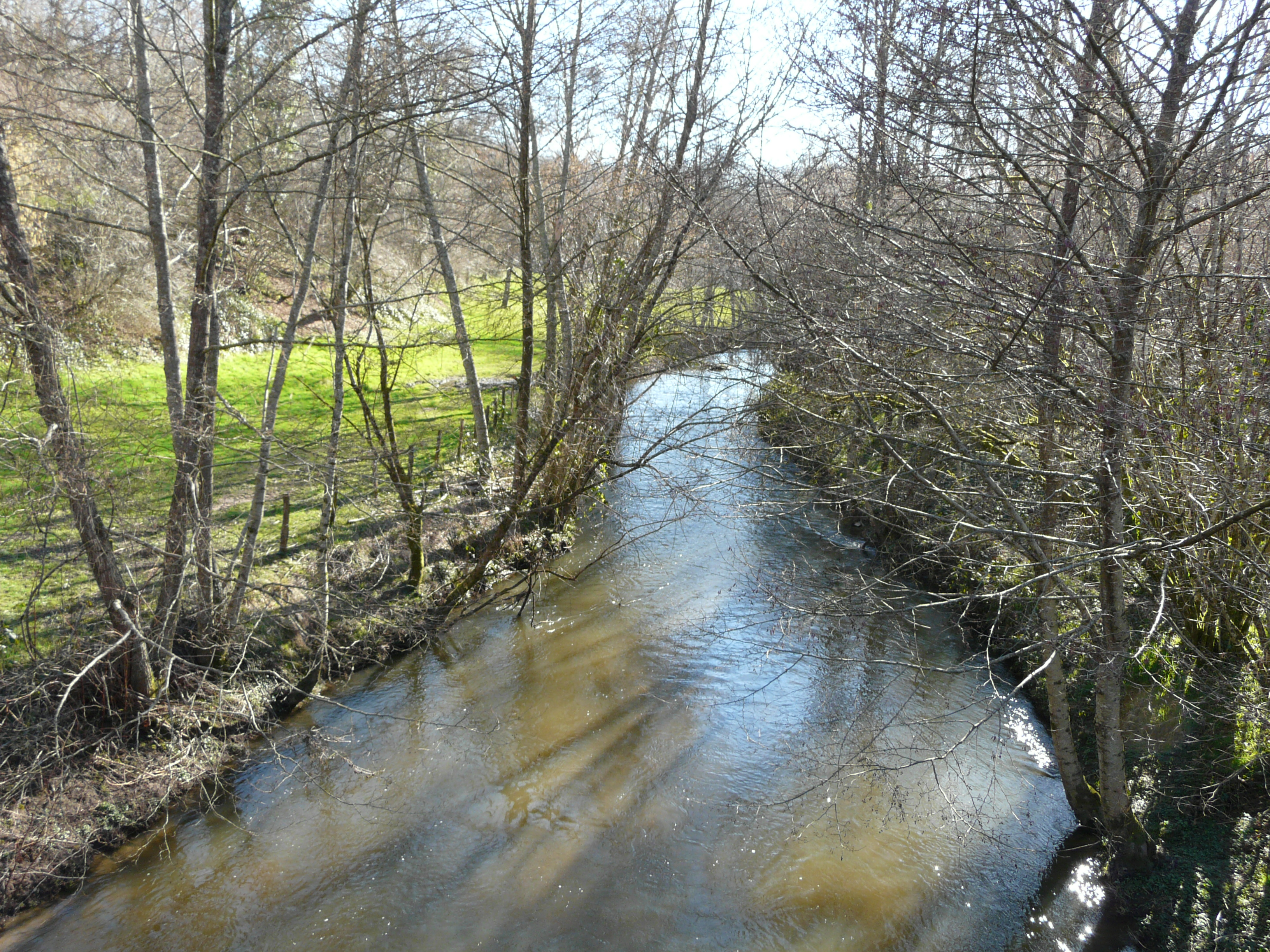
Die Loue flussabwärts der D 81, die Gemeinde Sarlande liegt rechterhand
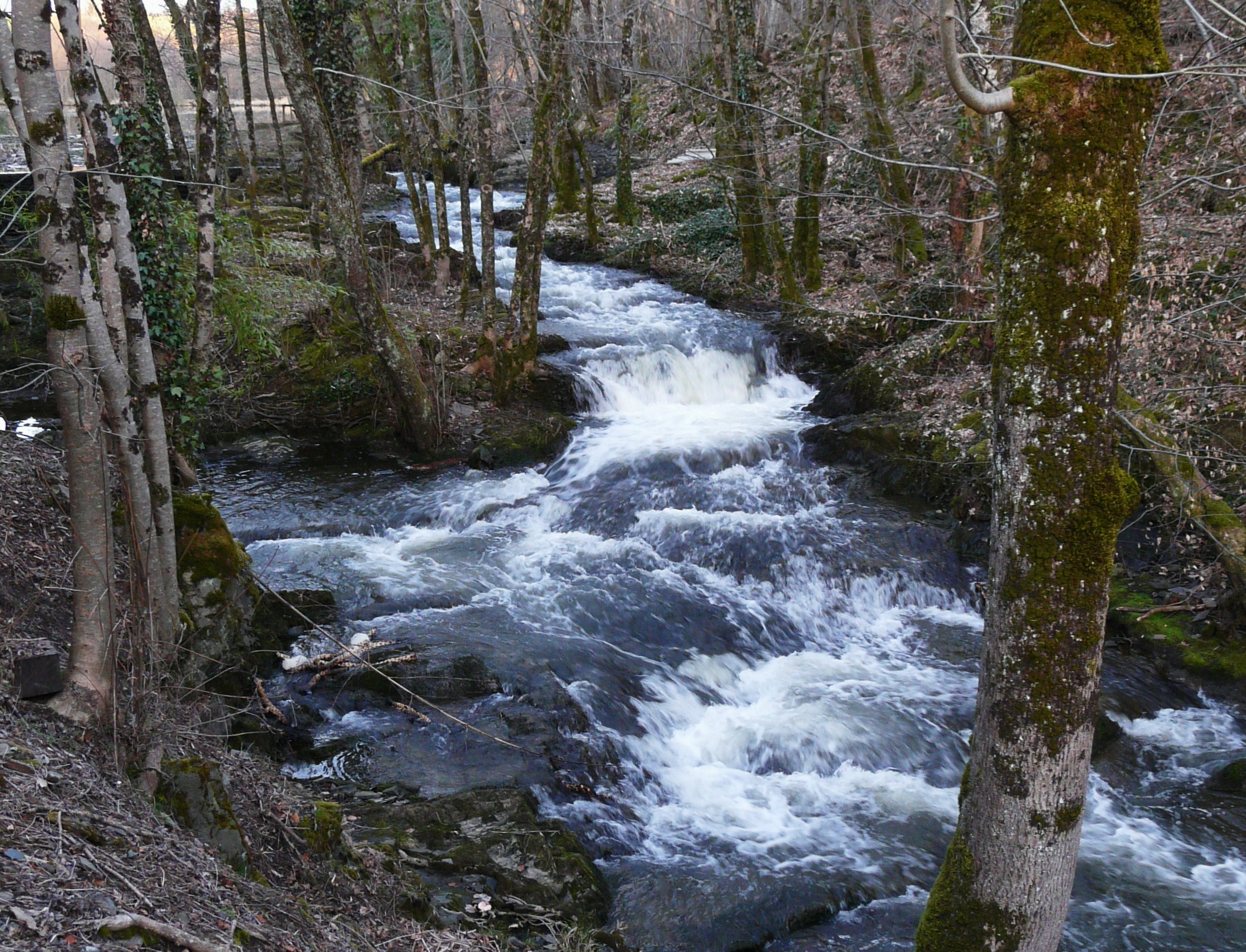
Die Haute-Loue bei Miremont an der Grenze zu Savignac-Lédrier
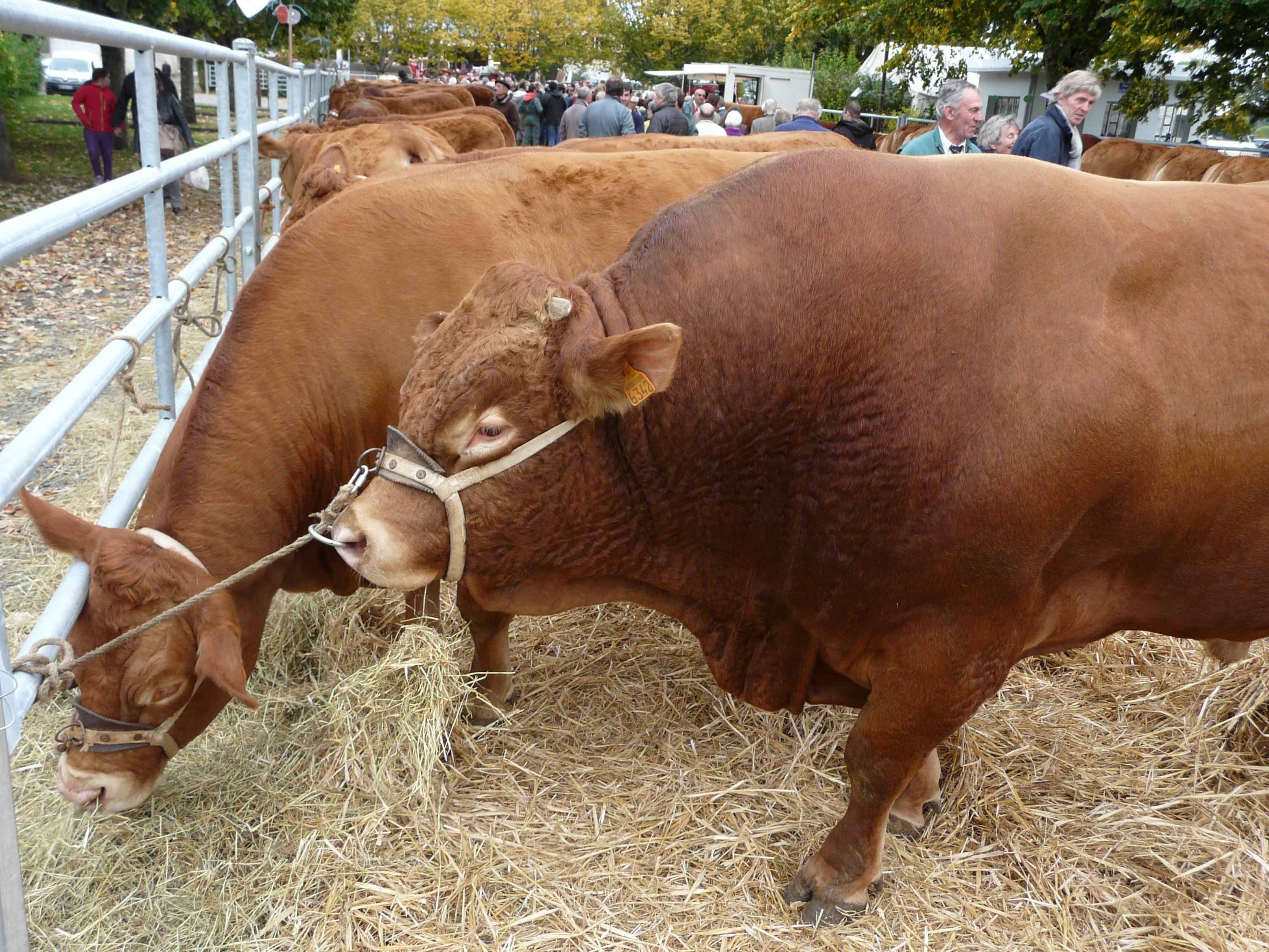
Limousin-Rinder auf der Landwirtschaftsschau von 2016